# Eastpoint
Eastpoint – jednostka osadnicza w Stanach Zjednoczonych, w stanie Floryda, w hrabstwie Franklin.